# Iran Fajr International
Die Iran Fajr International sind im Badminton die offenen internationalen Meisterschaften der Islamischen Republik Iran. Sie werden seit 1991 ausgetragen und sind damit eines der ältesten Badminton-Championate überhaupt im vorderasiatischen Raum. In den ersten Jahren fanden die Meisterschaften unter dem Titel Ten Days of Dawn in Erinnerung an den Sturz des Schahs statt. Mittlerweile firmieren sie unter dem Namen Iran Fajr International.
In den Anfangsjahren wurden keine Damendisziplinen ausgetragen, mittlerweile starten aber auch Spielerinnen bei den Wettkämpfen. 2023 wurden erstmals Wettbewerbe im gemischten Doppel ausgetragen.

## Turniergewinner
| Saison | Herreneinzel              | Dameneinzel                        | Herrendoppel                                   | Damendoppel                                             | Mixed                                    |
| ------ | ------------------------- | ---------------------------------- | ---------------------------------------------- | ------------------------------------------------------- | ---------------------------------------- |
| 1991   | Lin Liwen                 | nicht ausgetragen                  | Huang Yi Zhu Yonghong                          | nicht ausgetragen                                       | nicht ausgetragen                        |
| 1992   | Sun Jun                   | nicht ausgetragen                  | Sun Jun Zeng Yu                                | nicht ausgetragen                                       | nicht ausgetragen                        |
| 1993   | Sung Han-kuk              | nicht ausgetragen                  | Kim Moon-soo Park Joo-bong                     | nicht ausgetragen                                       | nicht ausgetragen                        |
| 1994   | Rosslean Hasham           | nicht ausgetragen                  |                                                | nicht ausgetragen                                       | nicht ausgetragen                        |
| 1995   | Ismail Saman              | nicht ausgetragen                  | Khoo Boo Hock Lee Chee Leong                   | nicht ausgetragen                                       | nicht ausgetragen                        |
| 1996   | Chen Hong                 | nicht ausgetragen                  | Wu Changqing Zhang Jun                         | nicht ausgetragen                                       | nicht ausgetragen                        |
| 1997   | Morteza Validarvi         | nicht ausgetragen                  | Ali Reza Shafiee Saed Bahador Zakizadeh        | nicht ausgetragen                                       | nicht ausgetragen                        |
| 1998   | Morteza Validarvi         | Saule Kustavletova                 | Ali Reza Shafiee Saed Bahador Zakizadeh        | Saule Kustavletova Victoria Yefremova                   | nicht ausgetragen                        |
| 1999   | Saed Bahador Zakizadeh    | Nərgiz Mehdiyeva                   | Ali Shahhosseini Afshin Bozorgzadeh            | Nərgiz Mehdiyeva Sevinc Axundova                        | nicht ausgetragen                        |
| 2000   | keine Daten               | keine Daten                        | keine Daten                                    | keine Daten                                             | nicht ausgetragen                        |
| 2001   | Shoji Sato                | Nərgiz Mehdiyeva                   | Shoji Sato Sho Sasaki                          | Setaesh Afshordi Behnaz Perzamanbin                     | nicht ausgetragen                        |
| 2002   | Golam Reza Bagheri        | Behnaz Perzamanbin                 | Ali Shahhosseini Farhad Solaimani              | Setaesh Afshordi Behnaz Perzamanbin                     | nicht ausgetragen                        |
| 2003   | Shoji Sato                | Saule Kustavletova                 | Shoji Sato Yuichi Ikeda                        | Ruzanna Hakobyan Anna Nazaryan                          | nicht ausgetragen                        |
| 2004   | Shoji Sato                | Li Li                              | Albertus Susanto Njoto Liu Kwok Wa             | Jiang Yanmei Li Yujia                                   | nicht ausgetragen                        |
| 2005   | Erwin Djohan              | Li Li                              | Erwin Djohan Hendra Wijaya                     | Liu Fan Frances Shinta Mulia Sari                       | nicht ausgetragen                        |
| 2006   | Golam Reza Bagheri        | Behnaz Perzamanbin                 | Eskandari Jalal Shiri Nikzad                   | Negin Amiripour Behnaz Perzamanbin                      | nicht ausgetragen                        |
| 2007   | Nabil Lasmari             | Ana Moura                          | Ali Shahhosseini Nikzad Shiri                  | Negin Amiripour Sahar Zamanian                          | nicht ausgetragen                        |
| 2008   | Arif Abdul Latif          | Agnese Allegrini                   | Arif Abdul Latif Vountus Indra Mawan           | Norshahliza Baharum Lim Yin Loo                         | nicht ausgetragen                        |
| 2009   | Kheradmandi               | Variella Aprilsasi Putri Lejarsari | Kheradmandi Ali Shahhosseini                   | Variella Aprilsasi Putri Lejarsari Ezgi Epice           | nicht ausgetragen                        |
| 2010   | Sai Praneeth Bhamidipati  | Rie Eto                            | Sai Praneeth Bhamidipati Pranav Chopra         | Rie Eto Yu Wakita                                       | nicht ausgetragen                        |
| 2011   | Tommy Sugiarto            | Nicole Grether                     | Mohd Razif Abdul Rahman Razif Abdul Latif      | Achini Nimeshika Ratnasiri Upuli Samanthika Weerasinghe | nicht ausgetragen                        |
| 2012   | Niluka Karunaratne        | Neslihan Yiğit                     | Markus Fernaldi Gideon Agripina Prima Rahmanto | Rie Eto Yu Wakita                                       | nicht ausgetragen                        |
| 2013   | Riyanto Subagja           | Neslihan Yiğit                     | Wahyu Nayaka Ade Yusuf                         | Amelia Alicia Anscelly Soong Fie Cho                    | nicht ausgetragen                        |
| 2014   | Sourabh Varma             | Tee Jing Yi                        | Chen Hung-ling Lu Chia-bin                     | Amelia Alicia Anscelly Soong Fie Cho                    | nicht ausgetragen                        |
| 2015   | David Obernosterer        | Linda Zechiri                      | Tai An Khang Hong Kheng Yew                    | Özge Bayrak Neslihan Yiğit                              | nicht ausgetragen                        |
| 2016   | nicht ausgetragen         | nicht ausgetragen                  | nicht ausgetragen                              | nicht ausgetragen                                       | nicht ausgetragen                        |
| 2017   | Panji Ahmad Maulana       | Ksenia Polikarpova                 | M. R. Arjun Shlok Ramchandran                  | Ong Ren Ne Crystal Wong Jia Ying                        | nicht ausgetragen                        |
| 2018   | Phạm Cao Cường            | Thinaah Muralitharan               | Alwin Francis K. Nandagopal                    | Setayesh Abdolkarimi Hamedanchi Azad Hale               | nicht ausgetragen                        |
| 2019   | Kunlavut Vitidsarn        | Supanida Katethong                 | Adnan Maulana Ghifari Anandaffa Prihardika     | Nita Violina Marwah Putri Syaikah                       | nicht ausgetragen                        |
| 2020   | Sheng Xiaodong            | Crystal Pan                        | Soroush Eskandari Vatannejad Amir Jabbari      | Nasim Safaei Hananeh Yaghobzadeh                        | nicht ausgetragen                        |
| 2021   | abgesagt                  | abgesagt                           | abgesagt                                       | abgesagt                                                | abgesagt                                 |
| 2022   | Meiraba Luwang Maisnam    | Tasnim Mir                         | Abiyyu Fauzan Majid Ferdian Mahardika Ranialdy | Ekaterina Malkova Anastasiia Shapovalova                | nicht ausgetragen                        |
| 2023   | Syabda Perkasa Belawa     | Tanya Hemanth                      | Christian Bernardo Alvin Morada                | Jesita Putri Miantoro Febi Setianingrum                 | Chen Tang Jie Toh Ee Wei                 |
| 2024   | Sathish Kumar Karunakaran | Happy Lo Sin Yan                   | Krishna Prasad Garaga K. Sai Pratheek          | Jaqueline Lima Sâmia Lima                               | Sathish Kumar Karunakaran Aadya Variyath |
| 2025   | Manraj Singh              | Neslihan Arın                      | M. R. Arjun Vishnuvardhan Goud Panjala         | Gabriela Stoeva Stefani Stoeva                          | Ishaan Bhatnagar Srinidhi Narayanan      |

## Medaillenspiegel 1991–2023
| 1     | Iran                | 4  | 1  | 7  | 5   |   | 17  |
| 2     | Malaysia            | 1  | 2  | 4  | 3   | 1 | 11  |
| 3     | Indonesien          | 4  |    | 4  | 2   |   | 10  |
| 4     | Indien              | 3  | 2  | 3  |     |   | 8   |
| 4     | Japan               | 3  | 1  | 2  | 2   |   | 8   |
| 6     | Singapur            | 1  | 2  | 1  | 3   |   | 7   |
| 7     | Volksrepublik China | 3  |    | 3  |     |   | 6   |
| 7     | Türkei              |    | 3  |    | 3   |   | 6   |
| 9     | Aserbaidschan       |    | 2  |    | 1   |   | 3   |
| 10    | Kasachstan          |    | 2  |    | 0,5 |   | 2,5 |
| 11    | Kanada              | 1  | 1  |    |     |   | 2   |
| 11    | Russland            |    | 1  |    | 1   |   | 2   |
| 11    | Südkorea            | 1  |    | 1  |     |   | 2   |
| 11    | Sri Lanka           | 1  |    |    | 1   |   | 2   |
| 11    | Thailand            | 1  | 1  |    |     |   | 2   |
| 16    | Armenien            |    |    |    | 1   |   | 1   |
| 16    | Österreich          | 1  |    |    |     |   | 1   |
| 16    | Bulgarien           |    | 1  |    |     |   | 1   |
| 16    | Chinesisch Taipeh   |    |    | 1  |     |   | 1   |
| 16    | Frankreich          | 1  |    |    |     |   | 1   |
| 16    | Hongkong            |    |    | 1  |     |   | 1   |
| 16    | Italien             |    | 1  |    |     |   | 1   |
| 16    | Pakistan            | 1  |    |    |     |   | 1   |
| 16    | Portugal            |    | 1  |    |     |   | 1   |
| 16    | Schweden            |    | 1  |    |     |   | 1   |
| 16    | Vereinigte Staaten  |    | 1  |    |     |   | 1   |
| 16    | Vietnam             | 1  |    |    |     |   | 1   |
| 16    | Philippinen         |    |    | 1  |     |   | 1   |
| 29    | Turkmenistan        |    |    |    | 0,5 |   | 0,5 |
| Total | Total               | 27 | 23 | 28 | 23  | 1 | 102 |